# ستانلي ماريسا
ستانلي ماريسا (18 نوفمبر 1985 في زيمبابوي - ) (بالإنجليزية: Stanley Marisa)‏ هو لاعب كريكت زيمبابوي. لعب مع Southern Rocks ‏.

## وصلات خارجية
- ستانلي ماريسا على موقع إي آس بي آن كريك إنفو (الإنجليزية)